# リトル・マーメイド
『リトル・マーメイド』（原題：The Little Mermaid）は、1989年11月17日に公開されたディズニー製作のアニメーション映画。日本での公開日は1991年7月21日。 
2008年には舞台化され、ブロードウェイにてミュージカルが上演、その後ヨーロッパ各国でも上演され、日本でも劇団四季により2013年から上演されている。（#ミュージカル）
2023年にはディズニーによって実写映画化された。（#実写映画）

## 概要
原作はハンス・クリスチャン・アンデルセンの『人魚姫』。
ウォルト・ディズニーは戦前『人魚姫』に興味を持ち、1940年代の第二次世界大戦中から、この作品をアニメ化する構想を練っていた。ディズニー映画の第二黄金期(ディズニー・ルネサンス)の原点といわれている作品でもある。ヒロインのアリエルは、ディズニープリンセスとしては、1959年公開（日本では1960年公開）の『眠れる森の美女』のオーロラ姫以来となる。
『白雪姫』『シンデレラ』などと同様の童話を原作とした作品であるが、この作品から映画のタイトルが書かれた分厚い本が開いて、終盤では閉じるといった演出が排されるようになる。
主題歌「アンダー・ザ・シー」はアカデミー歌曲賞を受賞し、またアラン・メンケンがアカデミー作曲賞を受賞した。2022年12月にはアメリカ議会図書館が運営しているアメリカ国立フィルム登録簿に収録された。
続編として、2000年に映画の後日談を描いたOVA作品、『リトル・マーメイドII Return to The Sea』が発売。同じくOVA作品で、映画より前のアトランティカの様子を描いた『リトル・マーメイドIII はじまりの物語』が2008年8月26日（日本語版は9月26日）に発売された。また、1992年に同名のタイトルでテレビアニメが制作された。
日本語吹き替え版での初公開版と再公開版では、歌の歌詞がほぼ完全に異なる。

## ストーリー
海底の世界・アトランティカの16歳の人魚姫・アリエルは地上の世界に憧れており、秘密の場所に隠してある沈没船から集めた宝物達を眺めながら思いを馳せていた。ある日、海上を航海していた船に好奇心を抑えられず覗き込んで、同乗していた人間の王子・エリックに一目惚れしてしまう。しかし船はアリエルの目前で嵐に襲われて沈没し、船に取り残された飼い犬のマックスを助けに向かったエリックが海に投げ出されてしまった。エリックを抱えて必死に泳いだアリエルは、やっと辿り着いた浜辺で歌を口ずさみながら介抱しているうち、エリックの家令・グリムズビーがやって来る気配に気付いてすぐに姿を隠してしまう。朦朧としながらもアリエルの美しい歌声や顔を記憶したエリックもまた、アリエルに惹かれ再会を願うのであった。
父王のトリトンを始め周囲からの反対を受けながらますます地上への憧れやエリックへの恋心を募らせるアリエルに目を付けたのは、トリトンに追放されていた海の魔女・アースラだった。アースラはアリエルに「その美声と引き換えに3日間だけ人間にする」間に、「アリエルがエリックとキスを交わす」という賭けを持ち掛けた。賭けに負けた時は、アリエルの身柄は一切がアースラのものになってしまう。アースラは、アリエルの賭けを失敗させ、その身を取引材料としてトリトンに取って代わろうと企んだのだ。そうとは知らずにアースラと契約し、尾ひれを足に変えてアトランティカの掟を破り地上に赴くアリエル。再会したエリックの城に逗留し、交流を深めることは出来たが、アースラの手下たちが邪魔をしてキスするまでには至らない。さらにアリエルに惹かれてはいるものの、声が失われていた事で自身の恩人とは別人だと思い込んでしまったエリックは躊躇っていたのだった。そんなエリックの前に記憶の美声を響かせる美女・ヴァネッサが現われた。アースラが魔法とアリエルから奪った声を使い、ヴァネッサとして二人の仲を裂こうと地上へやって来たのだ。策に嵌まって惑わされてしまったエリックだったが、アリエルの親友の鯛のフランダー達の助力で正気を取り戻し、アリエルとの愛を誓うかに見えた。が、時既に遅く日没の船上で人魚に戻ってしまったアリエルはアースラに攫われ、アリエルを助けようとしたトリトンもアースラの策に嵌まり、王者の座を奪い取られてしまった。アリエル達、そして海の危機に、エリックは船を操り、アースラに挑んで行く。
王の力を得たアースラは海に嵐を起こし、アリエルとエリックを襲う。エリックは嵐で浮上した沈没船を操ってアースラに体当たりしてアースラを倒す。
気を失い浜辺に打ち上げられたエリック。それを見守るアリエル。トリトンは二人の深い愛に感銘し、魔法でアリエルの尾ひれを足に変える。人間になったアリエルは周囲の祝福を受け、エリックと船上で結婚式を挙げる。

## 登場キャラクター

### 主人公
アリエル（Ariel）
本作のヒロイン。トリトンの七人娘の末姫。ディズニープリンセスの一人。16歳。

### 海底の世界

#### アトランティカ
トリトン（King Triton）
アトランティカを治める海の王で、アリエルの父。サファイアブルーのような色の尾を持ち、上半身は筋骨隆々の大男の姿をしている人魚。人間たちの間でも船乗りならだれもが知っていると言われる有名な存在。
トライデントという、王家の血筋の者しか刺してある所から抜けない矛の魔力で海を操り、アトランティカを治めている。人間や陸の世界を良く思っておらず、人魚達には無闇に地上に関わることは禁じている（映画内では、人間は魚を食べる野蛮でひどい生き物だからだと語っているが、その1番の理由はおそらく、過去に妻のアテナを人間の船との衝突によって亡くしたからと思われる）。父としては末娘のアリエルに甘いが、地上のことに関しては厳しい態度を取っている為、すれ違いや衝突が起きる事も少なくない。しかしアリエルが失踪した際は自分がキツく言い過ぎたのではないかと一人苦悩したり、アースラからアリエルとトライデントのどちらを差し出すか迫られた時は迷いなくトライデントを差し出すなど、アリエルを大切に想う気持ちは本物である。
中盤でセバスチャンがうっかり口を滑らせてしまった事により、アリエルが自身の取り決めに背いて地上に近づいたと知り激怒。嵐で海の底に沈んだエリックの石像をアリエルが所有していた他のコレクションと共に破壊してしまうが、皮肉にもそれがアリエルを地上の世界に赴かせるきっかけとなった。
終盤にアースラの策略に陥れられたアリエルの身代わりとなり、トライデントと王の座を奪われ、醜い海洋生物に姿を変えられてしまうが、エリックの活躍でアースラが倒れたことで救われ、最後はアトランティカの危機を救ったエリックと、彼を愛し続けるアリエルを認め、アリエルをトライデントの力で人間に変えて2人の結婚を許した。
アリエルとその姉妹（Daughters）
トリトンの七人の娘で、アトランティカのプリンセスたち。姉妹仲は良く、ラストのアリエルとエリックの結婚を祝福した。年上順に、
アティーナ  (Attina)  橙
アラーナ  (Alana) 紫
アデーラ  (Adella) 黄
アクアータ  (Aquata) 青
アリスタ  (Arista) 赤
アンドリーナ  (Andrina) 赤紫
アリエル  (Ariel) 緑
物語中に歌われている「トリトンの娘たち」(Daughters Of Triton) という歌の中では姉妹の名前が順に呼ばれるが、それは年齢順ではない。
フランダー（Flounder）
アリエルといつも一緒にいる友達の魚（種類はタイ、名前の由来ではカレイ）。黄色の体に水色の縞模様が入っている。アリエルの地上への関心を、アトランティカ内では唯一理解し、共有している。とても臆病で怖がり。
セバスチャン（Sebastian）
トリトンに仕える宮廷音楽家の蟹（「トリニダードの赤蟹」とされている）で、フルネームは “ホレイシオ・フェロニアス・イグネイシアス・クラスタシアス・セバスチャン” 。
色々とアリエルに振り回され、元々はプロの音楽家であり、第1作の序盤で、アリエルの16歳のお披露目のコンサートの指揮者を任されるのだが、肝心のアリエルが出席しなかった事で、コンサートは失敗に終わり、面目を丸つぶれにされてしまう。さらにこの一件をきっかけに、トリトンの命令で、アリエルが海の上に行かないように、アリエルの監視役にさせられる。しかし、口では文句を言いながらも、元々責任感の強い性分であるが故に、アリエルに対してはそれなりに気を配り、アリエルの監視の役目を果たしつつも、トリトンにアリエルが人間（エリック）を助けた事がバレない様に尽力する。しかし蟹であるため人魚よりも泳ぎが遅く、海の上へと向かって猛スピードで泳ぐアリエルには、追いつくことができない。
プロの音楽家としてのスキルは本物で、海の生き物だけでなく鳥や虫たちなどを指揮して音楽を奏でられる実力をもつ。
アリエルが海の魔女のアースラとの契約で、声と引き換えに人間になった際には、アリエルを止めることができなかった自分に対して、「私も意気地なしの蟹になった」と嘆くも、アリエルの必至な表情の訴えから、仕方なくエリックとの恋に協力する事になる。
アリエルと共にエリックの城に行き、蟹であるために城のシェフのルイに料理されそうになる（以来、ルイとは因縁のライバルとなる）など、散々な目に遭いつつも、次第にアリエルのエリックに対する気持ちや、陸の上での生活に対する憧れに理解を示す様になり、最終的にセバスチャンの活躍もあって、アリエルとエリックは無事結婚することになる。
第2作では、もう引退してもいい年齢であるにもかかわらず、トリトンの命令で、アリエルの娘のメロディーのお世話係と彼女が海へ行かないように監視役を任される。メロディーは昔のアリエルと性格がそっくりであるため、同じように振り回されている。しかし、自分が目を離した隙に、メロディーが海の魔女であるモルガナのもとへ行ってしまったことに対して、泣いてアリエルに謝罪するほど責任感が強い。城では、未だにシェフのルイとは因縁の仲であり、見つかると包丁で追い掛け回され、料理にされそうになる。

#### 悪役
アースラ（Ursula）
本作のディズニー・ヴィランズ。
かつて王宮を追放されたことからトリトンを恨み、その復讐も兼ねて海の支配権を奪おうと企む海の魔女。薄暗く誰も訪れない洞穴の様な場所で暮らしている。

ヴァネッサ（Vanessa）
アースラがアリエルから奪った声で変身した黒髪の美女。ペンダントに閉じ込めたその声と自身の魔力でエリックの心を操り、彼の結婚相手となる。
しかし、偶然鏡に映ったアースラの姿を目撃してヴァネッサの正体を見破ったスカットルや彼の仲間に結婚式を妨害され、いち早くヴァネッサの正体に不信感を抱いて威嚇していたマックスに噛みつかれたことでペンダントを壊されてしまう。その結果エリックにかけていた魔力が解け、式場に駆けつけたアリエルが声を取り戻した。
フロットサムとジェットサム（Flotsam and Jetsam）
アースラに仕える双子のウツボ。常にペアで行動している。

### 海上の世界
エリック（Prince Eric）
アリエルが想いを寄せる海辺の王国の王子。
勇敢で誠実、ハンサムながら飾り気のない黒髪の青年。元々は航海士になるのが夢だったため、船の操縦が得意。嵐で船が沈み、愛犬を助けるために漂流していたところを助けてくれた恩人・アリエルの声や顔立ちの微かな記憶から、後に再会したアリエルに惹かれながらも、声を失っていたことで別人と思い込み、思い悩むようになる。そんな時、アースラが化けたヴァネッサに魔力であやつられ、アリエルではなくヴァネッサと結婚しようとしてしまう。だが、後にアースラの策略に気づいたスカットルやセバスチャン達の活躍で魔力から解放され、同時に声を取り戻したアリエルを嵐の時の恩人であると確信する。その後トライデントを手に入れて一度は海の支配者になりかけたアースラからアリエルを救うため、海に出向いて難破していた自分の船に乗り込み、それを巨大化したアースラに体当たりさせることで倒した。
最後はトリトンに認められ、人間になったアリエルと結婚した。
グリムズビー（Grimsby）
白髪を後ろで一纏めにした、エリックの家令。
船に酔いやすいらしく、海に入るのは大嫌い。恋愛結婚を語る夢見がちなエリックの将来を心配し、早く身を固めて欲しいと願っている様子。
ルイ（Chef Louis）
エリックのシェフ。
歌いながら料理をするのが大好きな陽気な性格だが、肝心の歌は音痴。得意料理は魚料理だがその調理方法は少々残酷で、キッチンに迷い込んで来たセバスチャンにトラウマを与えてしまう。セバスチャンの存在に気づき調理しようとしたが、セバスチャンが逃げ回るので大暴れし、最終的に厨房をメチャクチャにした挙句にカーロッタから大目玉を食らってしまった。終盤ではアリエルとエリックの結婚式の行われた船上でさえ、セバスチャンを調理しようと追いかけるが、セバスチャンに反撃されて倒れてしまう。
第2作でも引き続き、セバスチャンを目の敵にしており、その姿を見るたびに追いかけているが毎回逃げられてばかり。
実写映画版には登場しない。
カーロッタ（Carlotta）
エリックの城で働く侍女。親切でぽっちゃりとしたおばさん。ルイとの会話の様子から彼より立場は上である模様。アリエルにも親身になって接する。
マックス（Max）
毛の長いエリックの愛犬。

スカットル（Scuttle）
陽気で楽天家なカモメ。歌は非常に音痴。アリエルからは唯一の人間についての情報源として頼られているが、それらの情報はほとんどがデタラメであり、日常でも抜けているところが目だつ。
しかし、この作品の功労者の一人でもある。偶然ヴァネッサの正体（鏡に写ったアースラの姿）を見破り、自信をなくしていたアリエルに真実を説明した。その後はセバスチャンに結婚式を阻止するよう指示され、仲間の鳥や海上の生き物達を呼び集めて執拗に妨害し、いち早くヴァネッサの正体に不信感を抱いていたマックスの協力もあり、アリエルとエリックを引き合わせる事が出来た。

## 声の出演
| 役名           | 原語版声優                                                                | 日本語吹き替え           |
| -------------- | ------------------------------------------------------------------------- | ------------------------ |
| アリエル       | ジョディ・ベンソン                                                        | すずきまゆみ             |
| エリック       | クリストファー・ダニエル・バーンズ                                        | 井上和彦                 |
| フランダー     | ジェイソン・マリン                                                        | 大友大輔                 |
| セバスチャン   | サミュエル・E・ライト                                                     | 上條恒彦                 |
| トリトン       | ケネス・マース                                                            | 久米明                   |
| アースラ       | パット・キャロル                                                          | 森公美子                 |
| フロットサム   | パディ・エドワーズ                                                        | 森山周一郎               |
| ジェットサム   | パディ・エドワーズ                                                        | 森山周一郎               |
| シェフのルイ   | ルネ・オーベルジョノワ                                                    | 河東燈士 歌：安西康高    |
| スカットル     | バディ・ハケット                                                          | 肝付兼太                 |
| ヘラルド       | ウィル・ライアン                                                          | 水島裕                   |
| グリムズビー   | ベン・ライト                                                              | 八奈見乗児               |
| カーロッタ     | エディ・マックラーグ                                                      | 遠藤晴                   |
| 洗濯婦         | アン・ロックハート                                                        | 竹口安芸子               |
| 司祭           | チャーリー・アドラー                                                      | 西川幾雄                 |
| ヴァネッサ     | ジョディ・ベンソン パット・キャロル                                       | 森公美子                 |
| アラーナ       | キミー・ロバートソン                                                      | 高山みなみ               |
| アリエルの姉妹 | ナンシー・カートライト ミッキー・T・マクゴーワン ジェニファー・ダーリング | 勝生真沙子 深雪さなえ    |
| 船員           | ジャック・エンジェル パトリック・ピニー フィリップ・クラーク              | 笹岡繁蔵 茶風林 郷里大輔 |
| マックス       | フランク・ウェルカー                                                      | 原語版流用               |

- 日本語吹き替えは1998年の再公開版時に、歌唱場面のみ歌詞の変更による再録音と差し替えが行われた。再録音は同一声優により行われたが、シェフのルイ役のみは安西康高が新たに起用されている。
- 続編やキングダム ハーツシリーズにも登場する本作キャラクターの声優については、続編やキングダム ハーツシリーズの項目を参照。

## 日本語版制作スタッフ
- 演出：山田悦司
- 音楽演出：近衛秀健、深澤茂行
- 吹替翻訳：進藤光太
- 訳詞：松澤薫、近衛秀健
- コーラス：ミュージック・クリエイション
- 制作協力：アオイスタジオ、東京テレビセンター
- 録音制作：トランスグローバルスタジオ
- 制作監修：岡本企美子
- 日本語版制作：DISNEY CHARACTER VOICES INTERNATIONAL, INC.

## 主題歌・挿入歌
日本語吹き替え版での初公開版と1998年再公開版以降では、歌の歌詞がほぼ完全に異なる。
- 「パート・オブ・ユア・ワールド」(Part of Your World)

歌: ジョディ・ベンソン（すずきまゆみ）
アリエルが宝物を隠している洞窟の中で、まだ知らぬ陸の世界への憧れを歌う曲。歌の中で「Part of that world」という部分があるが、この後にアリエルがエリックを助けた時に歌われたとき（リプライズ）は、「Part of your world」である。（１回目の「パート・オブ・ユア・ワールド」ではまだエリックと出会っておらず、「your（あなたの）」の「あなた」がいないため、「that（あの）」となる。）
- 「アンダー・ザ・シー」(Under the Sea)

歌: サミュエル・E・ライト（上條恒彦）
陸の世界に憧れるアリエルの気持ちを逸らすため、海の世界の素晴らしさを、セバスチャンが歌い上げた曲。アカデミー歌曲賞受賞。
- 「哀れな人々」(Poor Unfortunate Souls)

歌: パット・キャロル（森公美子）
アリエルを誑かす為に、アースラが歌う曲。
- 「キス・ザ・ガール」(Kiss the Girl)

歌: サミュエル・E・ライト（上條恒彦）
人間になったアリエルとエリックのキスを、セバスチャンや淡水の仲間達（カエル、フラミンゴ、カメなど）が促す歌。

### カバー
- 今井美樹「Part of Your World」（2006年）『リトル・マーメイド・スペシャル・エディション・サウンドトラック』および自身のアルバム『Milestone』にも収録。
- miwa「アンダー・ザ・シー」（2017年）日本コカコーラ「爽健美茶」キャンペーン楽曲。原歌詞（英語）で歌唱している。
- アイナ・ジ・エンド（BiSH）「Part of Your World」（2017年）カヴァーアルバム『Thank You Disney』収録。
- AKINO from bless4「Part of Your World」（2023年）ワンマンライブ『音楽は楽しい』にて原歌詞（英語）で歌唱。
- Dressing「パート・オブ・ユア・ワールド」（2024年）アルバム『キュンキュンパレード』収録。

## 音楽CD
- 『リトル・マーメイド オリジナル・モーション・ピクチャー・サウンドトラック〈英語歌〉』（ポニーキャニオン、1991年5月21日発売）PCCD-00036
- 『リトル・マーメイド オリジナル・モーション・ピクチャー・サウンドトラック 日本語版』（ポニーキャニオン、1991年6月21日発売）PCCW-00020
- 『リトル・マーメイド オリジナル・モーション・ピクチャー・サウンドトラック』（エイベックス・エンタテインメント、1999年9月15日発売）AVCW-12015
- 『リトル・マーメイド スペシャル・エディション・オリジナル・サウンドトラック』（エイベックス・エンタテインメント、2006年10月4日発売）AVCX-12520/1
- 『リトル・マーメイド グレイテスト・ヒッツ』（エイベックス・エンタテインメント、2013年9月25日発売）AVCW-12987
- 『リトル・マーメイド オリジナル・モーション・ピクチャー・サウンドトラック 日本語版』（ユニバーサル ミュージック、2018年11月14日発売）UWCD-8018

## 地上波放送履歴
| 回数  | テレビ局   | 番組名           | 放送日        | 放送時間      | 備考                                           |
| ----- | ---------- | ---------------- | ------------- | ------------- | ---------------------------------------------- |
| 初回  | 日本テレビ | 金曜ロードショー | 2000年8月25日 | 21:03 - 22:54 | 続編のOVA発売記念。                            |
| 2回目 | 日本テレビ | 金曜ロードショー | 2023年6月2日  | 21:00 - 22:54 | 実写版の公開を記念して、本編ノーカットで放送。 |
| 3回目 | NHK総合    | プレミアムシネマ | 2025年5月5日  | 16:35 - 17:58 | オリジナル版、本編ノーカット放送。             |

歌の歌詞は、いずれも再公開版の物が使用されている。

## ゲームソフト
- ファミリーコンピュータ『リトル・マーメイド —人魚姫—』（カプコン、1991年7月19日発売）CAP-3U
- ニンテンドーDS『リトル・マーメイド アリエルの海のたからもの』（ディズニー・インタラクティブ・スタジオ、2007年4月12日発売）NTR-AN9J-JPN

## テレビアニメ
『リトル・マーメイド (テレビアニメ)』を参照。

## ミュージカル
ディズニーが舞台ミュージカルとして製作。2008年1月10日にニューヨークのLunt-Fontanne劇場で初演され、2009年8月30日のクローズまで計685公演（プレビュー50公演）のロングランとなった。製作は2008年。
2012年6月からは演出面を強化した通称「ヨーロッパ版」がオランダ、モスクワで上演された。
ミュージカル版あらすじ
ミュージカル版のあらすじは映画版、TV版と異なる。主に本来アリエルの親友であるフランダーがアリエルに恋している設定であったり、海の魔女アースラを倒すのが王子エリックではなかったりすることである。また、その変更により「どんな夢より」や「恋してる」などのミュージカル版のオリジナルナンバーが加えられている。

### 日本での上演
日本でも劇団四季が2013年4月から東京都品川区の劇団四季専用劇場「積水ハウスミュージカルシアター四季劇場［夏］」で上演を始めた。日本版はヨーロッパ版をベースに制作されている。尚、劇団四季版のタイトルは『ライオンキング』と同様に、間に「・」が入らない『リトルマーメイド』となる。また2016年10月に開場予定の東海地区の新しい専用劇場「名古屋四季劇場」のこけら落とし公演として本作が上演されることも決定した。
上演記録
- 2013年4月7日 - 2017年4月9日[15]：積水ハウスミュージカルシアター四季劇場［夏］（東京初演）
- 2016年10月16日 - 2018年8月26日：名古屋四季劇場（名古屋初演）[16]
- 2017年8月11日 - 2018年11月4日：キャナルシティ劇場（福岡初演）[17]
- 2018年10月13日 - 2021年11月21日：大阪四季劇場（大阪初演）
- 2018年12月22日 - 2020年2月26日[18]：北海道四季劇場（札幌初演）
- 2022年4月2日 - 5月29日：静岡市民文化会館大ホール（静岡初演）[19]
- 2022年7月11日 - 10月10日：上野学園ホール（広島初演）
- 2022年11月26日 - 2023年3月12日：東京エレクトロンホール宮城（仙台初演）
- 2023年5月28日 - 11月26日：東1丁目劇場施設（旧北海道四季劇場、札幌再演）

日本公演でのオリジナルキャスト
- アリエル - 谷原志音
- エリック - 上川一哉
- アースラ - 青山弥生
- トリトン - 芝清道
- セバスチャン - 飯野おさみ
- スカットル - 丹下博喜
- グリムスビー - 星野元信
- フランダー - 大空卓鵬
- フロットサム - 一和洋輔
- ジェットサム - 中橋耕平
- シェフ・ルイ／リーワード - 岩城雄太

## 実写映画
2023年に実写映画化された。